# Kvarnbergsparken

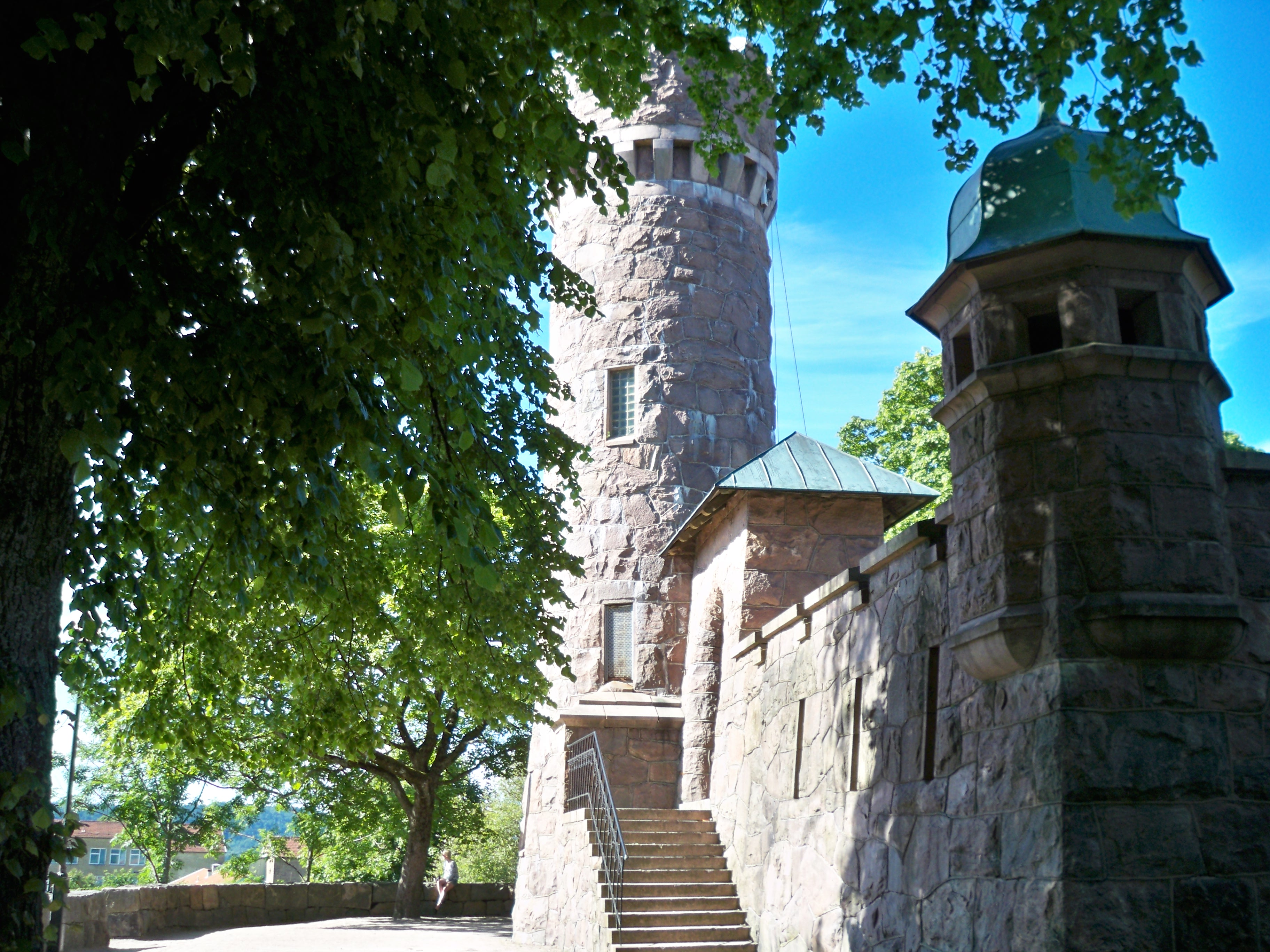
Vattentornet i Borås, utfört i natursten.

Kvarnbergsparken är ett grönområde runt ett vattentorn i östra delarna av centrala Borås. Som parknamnet antyder reste sig en väderkvarn här på en höjd över staden under flera århundraden. År 1900 byggdes en vattenreservoar på samma höga höjd, fast nedsprängd i berget. För att höja vattentrycket åt Brandkåren konstruerades ett 13 m högt ståndrör. Arkitekt Erik Josephson med förkärlek för gamla försvarsanläggningar ritade en byggnad där själva ståndröret inlemmades i ett torn förvillande likt ett gammalt borgtorn. Detta vattentorn var sedan i bruk fram till slutet av 1960-talet. Själva parken består för övrigt mestadels av långa grässlänter runt om.